# Inwendig product

Projectie vector op vector

Het inwendige product, ook wel inproduct of scalair product genoemd, van twee vectoren is een scalair, dus het levert een getal op. Het is een begrip uit de lineaire algebra, maar ook in andere takken van de wiskunde wordt hier veel gebruik van gemaakt. De bekendste vorm komt uit de euclidische meetkunde en is voor de vectoren {\displaystyle \mathbf {u} } en {\displaystyle \mathbf {v} } gedefinieerd als: 
{\displaystyle \mathbf {u} \cdot \mathbf {v} =|\mathbf {u} ||\mathbf {v} |\cos \theta }
waarin {\displaystyle \theta } de hoek tussen de vectoren is en {\displaystyle |\mathbf {u} |} en {\displaystyle |\mathbf {v} |} de normen van de vectoren {\displaystyle \mathbf {u} } en {\displaystyle \mathbf {v} } zijn. Men noteert het inproduct ook als:
{\displaystyle \mathbf {u} \cdot \mathbf {v} =(\mathbf {u} ,\mathbf {v} )=\langle \mathbf {u} ,\mathbf {v} \rangle =\langle \mathbf {u} |\mathbf {v} \rangle }
Voor de bovenstaande definitie is het nodig de hoek tussen de beide vectoren te kennen, of meer nog dat in de gebruikte meetkunde al een begrip hoek bestaat.
Als de vectoren {\displaystyle \mathbf {u} } en {\displaystyle \mathbf {v} } elementen zijn van de {\displaystyle \mathbb {R} ^{n}}, de {\displaystyle n}-dimensionale vectorruimte over de reële getallen, en:
{\displaystyle \mathbf {u} =(u_{1},u_{2},\ldots ,u_{n})}
en
{\displaystyle \mathbf {v} =(v_{1},v_{2},\ldots ,v_{n})}
dan kan het inwendige product vastgelegd worden als:
{\displaystyle \mathbf {u} \cdot \mathbf {v} =u_{1}v_{1}+u_{2}v_{2}+\ldots +u_{n}v_{n}=\sum _{i=1}^{n}u_{i}v_{i}}
De vectoren {\displaystyle \mathbf {u} } en {\displaystyle \mathbf {v} } staan loodrecht op elkaar, dan en slechts dan als hun inproduct gelijk is aan 0. Het inwendige product kan dus afhankelijk van de vectorruimte en context omgekeerd worden gebruikt om loodrecht mee te definiëren.
De hier gegeven vorm van het inwendige product heet het standaardinproduct, het is de gebruikelijke vorm van inwendig product in een euclidische ruimte. De hoek tussen de beide vectoren kan in een euclidische ruimte met behulp van dit inproduct en de norm van de vectoren worden gedefinieerd. Dat komt er op neer dat de definitie {\displaystyle \mathbf {u} \cdot \mathbf {v} =|\mathbf {u} |\ |\mathbf {v} |\cos \theta } in twee dimensies equivalent is met {\displaystyle \mathbf {u} \cdot \mathbf {v} =u_{1}v_{1}+u_{2}v_{2}} en in {\displaystyle n} dimensies met {\displaystyle \mathbf {u} \cdot \mathbf {v} =u_{1}v_{1}+\dots +u_{n}v_{n}}. Hierin is {\displaystyle \theta } de hoek tussen {\displaystyle \mathbf {u} } en {\displaystyle \mathbf {v} }.
De definitie moet zo worden aangepast dat die in een vectorruimte algemeen geldig is, waarin het inwendige product is gedefinieerd. Zo ontstaat een inwendig-productruimte.

## Definitie
Een inwendig product op een reële vectorruimte {\displaystyle V} is een positief-definiete symmetrische bilineaire vorm {\displaystyle \langle {\cdot },{\cdot }\rangle \colon V\times V\to \mathbb {R} }. Dat wil zeggen dat voor {\displaystyle \mathbf {x} ,\mathbf {y} ,\mathbf {z} \in V} en {\displaystyle \lambda \in \mathbb {R} } aan de volgende voorwaarden moet zijn voldaan:
1. bilineariteit:
  - {\displaystyle \langle \mathbf {x} +\mathbf {y} ,\mathbf {z} \rangle =\langle \mathbf {x} ,\mathbf {z} \rangle +\langle \mathbf {y} ,\mathbf {z} \rangle }
  - {\displaystyle \langle \mathbf {x} ,\mathbf {y} +\mathbf {z} \rangle =\langle \mathbf {x} ,\mathbf {y} \rangle +\langle \mathbf {x} ,\mathbf {z} \rangle }
  - {\displaystyle \langle \mathbf {x} ,\lambda \mathbf {y} \rangle =\lambda \langle \mathbf {x} ,\mathbf {y} \rangle =\langle \lambda \mathbf {x} ,\mathbf {y} \rangle }
2. commutativiteit: {\displaystyle \langle \mathbf {x} ,\mathbf {y} \rangle =\langle \mathbf {y} ,\mathbf {x} \rangle }
3. positief definiet: {\displaystyle \langle \mathbf {x} ,\mathbf {x} \rangle \geq 0} voor  alle {\displaystyle \mathbf {x} } en {\displaystyle \langle \mathbf {x} ,\mathbf {x} \rangle =0\Leftrightarrow \mathbf {x} =0}

Een inwendig product of inproduct op een  complexe vectorruimte {\displaystyle V} is een hermitische positief definiete sesquilineaire vorm {\displaystyle \langle {\cdot },{\cdot }\rangle \colon V\times V\to \mathbb {C} }. Dat wil zeggen dat voor {\displaystyle \mathbf {x} ,\mathbf {y} ,\mathbf {z} \in V} en {\displaystyle \lambda \in \mathbb {C} } aan de volgende voorwaarden moet zijn voldaan:
1. sesquilineair:
  - {\displaystyle \langle \mathbf {x} +\mathbf {y} ,\mathbf {z} \rangle =\langle \mathbf {x} ,\mathbf {z} \rangle +\langle \mathbf {y} ,\mathbf {z} \rangle }
  - {\displaystyle \langle \mathbf {x} ,\mathbf {y} +\mathbf {z} \rangle =\langle \mathbf {x} ,\mathbf {y} \rangle +\langle \mathbf {x} ,\mathbf {z} \rangle }
  - {\displaystyle \langle \mathbf {x} ,\lambda \mathbf {y} \rangle ={\bar {\lambda }}\langle \mathbf {x} ,\mathbf {y} \rangle =\langle {\bar {\lambda }}\mathbf {x} ,\mathbf {y} \rangle }
2. hermitisch: {\displaystyle \langle \mathbf {x} ,\mathbf {y} \rangle ={\overline {\langle \mathbf {y} ,\mathbf {x} \rangle }}}
3. positief definiet: {\displaystyle \langle \mathbf {x} ,\mathbf {x} \rangle \geq 0}, dus reëel voor  alle {\displaystyle \mathbf {x} } en {\displaystyle \langle \mathbf {x} ,\mathbf {x} \rangle =0\Leftrightarrow \mathbf {x} =0}

Hier is {\displaystyle {\overline {\mathbf {z} }}} de complex geconjugeerde van {\displaystyle \mathbf {z} }.
Een vectorruimte met inwendig product is een inwendig-productruimte.

### Eindigdimensionale reële vectorruimte
Voor vectoren {\displaystyle \mathbf {x} ,\mathbf {y} \in \mathbb {R} ^{n}} is
{\displaystyle \langle \mathbf {x} ,\mathbf {y} \rangle =\sum _{i}\sum _{j}x_{i}y_{j}\langle \mathbf {e} _{i},\mathbf {e} _{j}\rangle =\sum _{i}\sum _{j}x_{i}y_{j}a_{ij}=\sum _{i}x_{i}(\mathbf {Ay} )_{i}=\mathbf {x} \cdot \mathbf {\mathbf {Ay} } },
waarin
{\displaystyle a_{ij}=\langle \mathbf {e} _{i},\mathbf {e} _{j}\rangle }
Vanwege de eigenschappen van het inwendige product is de matrix {\displaystyle \mathbf {A} =(a_{ij})} positief-definiet en symmetrisch.
Als {\displaystyle \mathbf {x} ^{T}=[x_{1}\,x_{2}\,\ldots \,x_{n}]} de kolomvector is met als elementen de coördinaten van {\displaystyle \mathbf {x} }, kan men schrijven:
{\displaystyle \langle \mathbf {x} ,\mathbf {y} \rangle =\mathbf {x} ^{T}\mathbf {Ay} }.
Omgekeerd bepaalt iedere positief-definiete, symmetrische matrix {\displaystyle \mathbf {A} } een inproduct via de relatie
{\displaystyle \langle \mathbf {x} ,\mathbf {y} \rangle =\mathbf {x} \cdot \mathbf {Ay} }
Omdat iedere positief-definiete symmetrische  matrix als {\displaystyle \mathbf {A} =\mathbf {B} ^{T}\mathbf {B} } kan worden geschreven met {\displaystyle \mathbf {B} } een inverteerbare matrix en omgekeerd voor een willekeurige inverteerbare matrix {\displaystyle \mathbf {B} } de matrix {\displaystyle \mathbf {A} =\mathbf {B} ^{T}\mathbf {B} } positief definiet en symmetrisch is, geldt ook: 
{\displaystyle \langle \mathbf {x} ,\mathbf {y} \rangle =\mathbf {x} ^{T}\mathbf {B} ^{T}\mathbf {By} =(\mathbf {Bx} )^{T}\mathbf {By} }
De matrix {\displaystyle \mathbf {B} } is voor een gegeven {\displaystyle \mathbf {A} } niet uniek bepaald, omdat de matrix {\displaystyle \mathbf {CB} } met {\displaystyle \mathbf {C} } een orthogonale matrix dezelfde {\displaystyle \mathbf {A} } geeft.
Er geldt dus ook met de gewone norm:
{\displaystyle \langle \mathbf {x} ,\mathbf {x} \rangle =\|\mathbf {Bx} \|^{2}}
Voor een willekeurige {\displaystyle n}-dimensionale vectorruimte {\displaystyle V} over de reële getallen met basis {\displaystyle \{\mathbf {e} _{1},\ldots ,\mathbf {e} _{n}\}} en inproduct {\displaystyle \langle \cdot ,\cdot \rangle } is het inproduct van twee vectoren 
{\displaystyle \mathbf {x} =\sum _{i=1}^{n}x_{i}\mathbf {e} _{i}} en {\displaystyle \mathbf {y} =\sum _{i=1}^{n}y_{i}\mathbf {e} _{i}}:
{\displaystyle \langle \mathbf {x} ,\mathbf {y} \rangle =\left\langle \sum _{i=1}^{n}x_{i}\mathbf {e} _{i},\sum _{j=1}^{n}y_{j}\mathbf {e} _{j}\right\rangle =\sum _{i=1}^{n}\sum _{j=1}^{n}x_{i}y_{j}\langle \mathbf {e} _{i},\mathbf {e} _{j}\rangle }
Bij een orthonormale basis geldt dus {\displaystyle \langle \mathbf {x} ,\mathbf {y} \rangle =\sum _{i=1}^{n}x_{i}y_{i}}. Dit wordt het standaardinproduct genoemd.

### Eindigdimensionale complexe vectorruimte
Voor een willekeurige {\displaystyle n}-dimensionale vectorruimte {\displaystyle V} over de complexe getallen met basis {\displaystyle \{\mathbf {e_{1}} ,\ldots ,\mathbf {e_{n}} \}} en inproduct {\displaystyle \langle \cdot ,\cdot \rangle } is het inproduct van twee vectoren 
{\displaystyle \mathbf {x} =\sum _{i=1}^{n}x_{i}\mathbf {e} _{i}} en {\displaystyle \mathbf {y} =\sum _{i=1}^{n}y_{i}\mathbf {e} _{i}}:
{\displaystyle \langle \mathbf {x} ,\mathbf {y} \rangle =\left\langle \sum _{i=1}^{n}x_{i}\mathbf {e} _{i},\sum _{j=1}^{n}y_{j}\mathbf {e} _{j}\right\rangle =\sum _{i=1}^{n}\sum _{j=1}^{n}x_{i}{\bar {y_{j}}}\langle \mathbf {e} _{i},\mathbf {e} _{j}\rangle }.
Bij een orthonormale basis geldt dus {\displaystyle \langle \mathbf {x} ,\mathbf {y} \rangle =\sum _{i=1}^{n}x_{i}{\bar {y_{i}}}}. Dit is een van de vormen van het complexe standaardinproduct.

### Voorbeelden
De volgende bewerkingen zijn inwendige producten:
- in {\displaystyle \mathbb {R} ^{n}}:

{\displaystyle \langle \mathbf {u} ,\mathbf {v} \rangle =\sum _{k=1}^{n}w_{k}u_{k}v_{k}}
waarin {\displaystyle \mathbf {w} } een vector van positieve gewichtsfactoren is,
- in {\displaystyle \mathbb {C} ^{n}}:

{\displaystyle \mathbf {u} \cdot \mathbf {v} =\sum _{k=1}^{n}{\bar {u_{k}}}v_{k}}
waarin {\displaystyle {\bar {}}} voor de complex geconjugeerde staat en
- van matrices:

{\displaystyle \mathbf {A} \cdot \mathbf {B} =\mathrm {tr} (\mathbf {B} ^{H}\mathbf {A} )}
waarbij {\displaystyle tr} staat voor het spoor van een matrix en {\displaystyle \mathbf {H} } staat voor de complex geconjugeerde van de getransponeerde van een matrix, de hermitisch toegevoegde.

## Norm
Bij een inproduct op een willekeurige reële of complexe vectorruimte hoort een norm
{\displaystyle \|\mathbf {x} \|={\sqrt {\langle \mathbf {x} ,\mathbf {x} \rangle \ }}}
Een genormeerde vectorruimte waarvan de norm op dergelijke wijze afkomstig is van een inproduct, heet een prehilbertruimte, omdat haar metrische vervollediging een hilbertruimte is.
Het inproduct kan steeds uit de norm worden gereconstrueerd. In een reële prehilbertruimte geldt:
{\displaystyle 2\ \langle \mathbf {x} ,\mathbf {y} \rangle =\langle \mathbf {x} ,\mathbf {y} \rangle +\langle \mathbf {y} ,\mathbf {x} \rangle =\|\mathbf {x} +\mathbf {y} \|^{2}-\|\mathbf {x} \|^{2}-\|\mathbf {y} \|^{2}}
of
{\displaystyle 2\ \langle \mathbf {x} ,\mathbf {y} \rangle =\|\mathbf {x} \|^{2}+\|\mathbf {y} \|^{2}-\|\mathbf {x} -\mathbf {y} \|^{2}}
en ook
{\displaystyle 4\ \langle \mathbf {x} ,\mathbf {y} \rangle =\|\mathbf {x} +\mathbf {y} \|^{2}-\|\mathbf {x} -\mathbf {y} \|^{2}}
In een complexe prehilbertruimte daarentegen geldt:
{\displaystyle 4\ \langle \mathbf {x} ,\mathbf {y} \rangle =\|\mathbf {x} +\mathbf {y} \|^{2}-\|\mathbf {x} -\mathbf {y} \|^{2}+i\|\mathbf {x} +i\mathbf {y} \|^{2}-i\|\mathbf {x} -i\mathbf {y} \|^{2}}

### Eindigdimensionale geval
In {\displaystyle \mathbb {R} ^{n}} bepaalt een willekeurig inwendig product een norm via de relatie
{\displaystyle \|\mathbf {u} \|={\sqrt {\langle \mathbf {u} ,\mathbf {u} \rangle }}=\|\mathbf {Bu} \|_{2}}
met {\displaystyle \mathbf {B} } weer een inverteerbare matrix.
In {\displaystyle \mathbb {R} ^{n}} zijn er overigens ook nog andere normen, zoals
{\displaystyle \|\mathbf {u} \|=\|\mathbf {Bu} \|_{p}}
voor andere reële waarden van {\displaystyle p\geq 1}.
Voor {\displaystyle n=1} moet de norm onderscheiden worden van de absolute waarde:
{\displaystyle \|\mathbf {u} \|=|\mathbf {u} |{\sqrt {\langle 1,1\rangle \ }}=|\mathbf {u} |\|1\|},
of de eendimensionale vector van de scalar.

## Hoek
De ongelijkheid van Cauchy-Schwarz begrenst het inproduct van twee willekeurige vectoren {\displaystyle \mathbf {x} ,\mathbf {y} \in V} door het product van hun normen:
{\displaystyle |\langle \mathbf {x} ,\mathbf {y} \rangle |\leq \|\mathbf {x} \|\ \|\mathbf {y} \|}
De hoek {\displaystyle \alpha } tussen {\displaystyle \mathbf {x} } en {\displaystyle \mathbf {y} } wordt gegeven door
{\displaystyle \cos(\alpha )={\frac {\langle \mathbf {x} ,\mathbf {y} \rangle }{\ |\mathbf {x} \|\|\mathbf {y} \|}}}
De ongelijkheid van Cauchy-Schwarz garandeert dat het rechterlid tussen −1 en 1 ligt.

## Equivalentie van de beide definities in twee dimensies
In twee dimensies zijn in een euclidische ruimte de definities
{\displaystyle \mathbf {u} \cdot \mathbf {v} =|\mathbf {u} |\ |\mathbf {v} |\cos \theta }
en
{\displaystyle \mathbf {u} \cdot \mathbf {v} =u_{1}v_{1}+u_{2}v_{2}}
equivalent. 
In twee dimensies laat het volgende bewijs zien dat de definities
{\displaystyle \mathbf {u} \cdot \mathbf {v} =|\mathbf {u} |\ |\mathbf {v} |\cos \theta }
en
{\displaystyle \mathbf {u} \cdot \mathbf {v} =u_{1}v_{1}+u_{2}v_{2}}
equivalent zijn. Stel gegeven twee vectoren {\displaystyle \mathbf {u} =(u_{1},u_{2})} en {\displaystyle \mathbf {v} =(v_{1},v_{2})} in het vlak. Te bewijzen:
{\displaystyle v_{1}u_{1}+v_{2}u_{2}=\|\mathbf {v} \|\|\mathbf {u} \|\cos(\alpha )}
Voor de lengte {\displaystyle L} van het blauwe lijnstuk in de figuur geldt volgens de stelling van Pythagoras:
{\displaystyle L^{2}=(v_{1}-u_{1})^{2}+(v_{2}-u_{2})^{2}}
Anderzijds volgt uit de cosinusregel:
{\displaystyle L^{2}=\|\mathbf {v} \|^{2}+\|\mathbf {u} \|^{2}-2\|\mathbf {v} \|\|\mathbf {u} \|\cos(\alpha )}
Gelijkstellen van de beide uitdrukkingen levert:
{\displaystyle v_{1}^{2}-2v_{1}u_{1}+u_{1}^{2}+v_{2}^{2}-2v_{2}u_{2}+u_{2}^{2}=v_{1}^{2}+v_{2}^{2}+u_{1}^{2}+u_{2}^{2}-2\|\mathbf {v} \|\|\mathbf {u} \|\cos(\alpha )}
waaruit volgt:
{\displaystyle v_{1}u_{1}+v_{2}u_{2}=\|\mathbf {v} \|\|\mathbf {u} \|\cos(\alpha )}

## Equivalentie van de beide definities door rotatie ten opzichte van het referentieassenstelsel
Indien we {\displaystyle \beta } als hoek tussen vector {\displaystyle \mathbf {v} } en de horizontale as in beschouwing  nemen en gebruik maken van de hoeksom- en hoekverschil-identiteiten:
{\displaystyle u_{1}=\|\mathbf {u} \|\ \cos(\alpha +\beta )=\|\mathbf {u} \|\ (\cos(\alpha )\cos(\beta )-\sin(\alpha )\sin(\beta ))}
{\displaystyle u_{2}=\|\mathbf {u} \|\ \sin(\alpha +\beta )=\|\mathbf {u} \|\ (\sin(\alpha )\cos(\beta )+\sin(\beta )\cos(\alpha ))}
{\displaystyle v_{1}=\|\mathbf {v} \|\ \cos(\beta )}
{\displaystyle v_{2}=\|\mathbf {v} \|\ \sin(\beta )}
Waaruit ook volgt dat:
{\displaystyle v_{1}u_{1}+v_{2}u_{2}=\|\mathbf {v} \|\ \cos(\beta )\ \|\mathbf {u} \|\ (\cos(\alpha )\cos(\beta )-\sin(\alpha )\sin(\beta ))+\|\mathbf {v} \|\ \sin(\beta )\ \|\mathbf {u} \|\ (\sin(\alpha )\cos(\beta )+\sin(\beta )\cos(\alpha ))}
{\displaystyle v_{1}u_{1}+v_{2}u_{2}=\|\mathbf {u} \|\ \|\mathbf {v} \|\ (\cos(\alpha )\cos ^{2}(\beta )-\sin(\alpha )\sin(\beta )\cos(\beta )+\sin(\alpha )\sin(\beta )\cos(\beta )+\sin ^{2}(\beta )\cos(\alpha ))}
{\displaystyle v_{1}u_{1}+v_{2}u_{2}=\|\mathbf {u} \|\ \|\mathbf {v} \|\ \cos(\alpha )(\cos ^{2}(\beta )+\sin ^{2}(\beta ))}
En bijgevolg equivalent is aan:
{\displaystyle v_{1}u_{1}+v_{2}u_{2}=\|\mathbf {u} \|\|\mathbf {v} \|\cos(\alpha )}
Merk ook op dat deze formule aan rechterzijde niet afhankelijk is van de hoek {\displaystyle \beta } ten opzichte van het orthogonale referentieassenstelsel, noch van de oorsprong van dit assenstelsel en aan linkerzijde wel van de oorsprong van het assenstelsel.
Dus ook al zouden we ons referentieassenstelsel over een willekeurige hoek {\displaystyle \beta } draaien, dan blijft het inwendige product even groot:
{\displaystyle v_{1}u_{1}+v_{2}u_{2}=v_{1}'u_{1}'+v_{2}'u_{2}'}
Vrije vectoren hebben in tegenstelling tot gebonden vectoren geen bepaald aangrijpingspunt, maar wel een grootte en een richting, en kunnen steeds naar de oorsprong van het orthogonaal assenstelsel worden verplaatst.
Bij een verplaatsing van de oorsprong van het orthogonale assenstelsel zou deze formule immers niet gelden.
Bovendien maakt het niet uit of je de grootte van de ene vector via de hoek {\displaystyle \alpha } projecteert op de andere vector of omgekeerd:
{\displaystyle u_{v}=\|\mathbf {u} \|\cos(\alpha )}
{\displaystyle v_{u}=\|\mathbf {v} \|\cos(-\alpha )=\|\mathbf {v} \|\cos(\alpha )}, vanwege {\displaystyle \cos(-\alpha )=\cos(\alpha )})
Om dan vervolgens hun grootte met elkaar te vermenigvuldigen om het inwendige product te bekomen:
{\displaystyle \mathbf {u} \cdot \mathbf {v} =\|\mathbf {v} \|\ u_{v}=\|\mathbf {v} \|\ \|\mathbf {u} \|\ \cos(\alpha )=\|\mathbf {u} \|\ \|\mathbf {v} \|\cos(\alpha )}
{\displaystyle \mathbf {v} \cdot \mathbf {u} =\|\mathbf {u} \|\ v_{u}=\|\mathbf {u} \|\ \|\mathbf {v} \|\ \cos(-\alpha )=\|\mathbf {u} \|\ \|\mathbf {v} \|\cos(\alpha )}
Wat maakt dat deze bewerking in een reële vectorruimte commutatief is:
{\displaystyle \mathbf {u} \cdot \mathbf {v} =\mathbf {v} \cdot \mathbf {u} }

## Functieruimten
De functieruimten van reëel- of complexwaardige integreerbare functies op het interval {\displaystyle [\ a,b\ ]} zijn voorbeelden van vectorruimten met als mogelijk inwendig product:
{\displaystyle \langle f,g\rangle =\int _{a}^{b}{f(t){\overline {g(t)}}\ \mathrm {d} t}}
of met schaalfactor 
{\displaystyle \langle f,g\rangle ={\frac {1}{b-a}}\int _{a}^{b}{f(t){\overline {g(t)}}\ \mathrm {d} t}},
waarin {\displaystyle {\overline {g(t)}}} staat voor de complex geconjugeerde van {\displaystyle g(t)}.
Afhankelijk van de keuze van de functieruimte, is het positief definiete karakter van dit inproduct niet altijd gegarandeerd. Soms moeten equivalentieklassen beschouwd worden van functies die bijna overal aan elkaar gelijk zijn - zie ook Lp-ruimte.
Het inwendige product heeft bijvoorbeeld in het eerste geval de bijbehorende norm
{\displaystyle \|f\|={\sqrt {\int _{a}^{b}{|f(t)|^{2}\ \mathrm {d} t}\ }}}
en is nuttig als deze norm, toegepast op het verschil van twee functies, een redelijke maat wordt geacht voor de mate waarin de twee functies van elkaar verschillen. Dit kan bijvoorbeeld aan de orde zijn bij de benadering van een functie door een polynoom.

### Voorbeeld van een tweedimensionale functieruimte
Een eenvoudig specifiek voorbeeld is een tweedimensionale reële vectorruimte van lineaire functies {\displaystyle f(t)=p+qt} op het interval [0,1]:
{\displaystyle \langle f_{1},f_{2}\rangle =\int _{0}^{1}{f_{1}(t)f_{2}(t)\ \mathrm {d} t}},
{\displaystyle f_{1}(t)=p_{1}+q_{1}t}, {\displaystyle f_{2}(t)=p_{2}+q_{2}t} geeft:
{\displaystyle \langle f_{1},f_{2}\rangle =p_{1}p_{2}+{\tfrac {1}{2}}(p_{1}q_{2}+p_{2}q_{1})+{\tfrac {1}{3}}q_{1}q_{2}}
{\displaystyle \|f\|={\sqrt {p^{2}+pq+{\tfrac {1}{3}}q^{2}}}}
Met de voor de hand liggende basis {\displaystyle e_{1}(t)=1}, {\displaystyle e_{2}(t)=t}, dus met de coördinaten {\displaystyle p} en {\displaystyle q}, is het inproduct dus niet het standaardinproduct. Met betrekking tot het inproduct is deze basis niet orthonormaal en dat heeft als consequentie dat als een lineaire functie {\displaystyle f(t)=p+qt} wordt weergegeven als een punt in een cartesisch coördinatenstelsel met op de horizontale as {\displaystyle p} en op de verticale as {\displaystyle q}, de afstand tussen twee punten niet correspondeert met de norm van het verschil van de twee functies, of daarmee equivalent: dat de afstand van een punt tot de oorsprong niet correspondeert met de norm van de functie. Bij een scheef assenstelsel, waarbij de basisvectoren een lengte hebben overeenkomstig hun norm: 1 en {\displaystyle {\tfrac {1}{3}}{\sqrt {3\ }}}, en onder een hoek zoals boven gedefinieerd, wat uitkomt op 30°, correspondeert de afstand van een punt tot de oorsprong wel met de norm van de functie.
Hetzelfde wordt bereikt als de basis orthonormaal wordt gemaakt, met {\displaystyle b_{1}(t)=1} en {\displaystyle b_{2}(t)=2{\sqrt {3\ }}(t-{\tfrac {1}{2}})}. De coördinaten van de functies veranderen dan (er wordt een coördinatentransformatie, meer specifiek een basistransformatie toegepast), maar de punten blijven op dezelfde plaats liggen als in het scheve assenstelsel, nu in een cartesisch coördinatenstelsel. De nieuwe coördinaten zijn {\displaystyle p+{\tfrac {1}{2}}q} en {\displaystyle {\tfrac {1}{6}}q{\sqrt {3\ }}}:
{\displaystyle (p+{\tfrac {1}{2}}q)\ b_{1}+({\tfrac {1}{6}}q{\sqrt {3\ }})\ b_{2}=}
{\displaystyle =(p+{\tfrac {1}{2}}q)+({\tfrac {1}{6}}q{\sqrt {3\ }})\ 2{\sqrt {3\ }}\ (t-{\tfrac {1}{2}})=}
{\displaystyle =p+qt=f(t)}
Een functie {\displaystyle f(t)=p+qt} heeft dus de orthogonale componenten
{\displaystyle f_{1}(t)=p+{\tfrac {1}{2}}q},
waarvoor geldt
{\displaystyle \|f_{1}\|=|\ p+{\tfrac {1}{2}}q\ |}
en
{\displaystyle f_{2}(t)=({\tfrac {1}{6}}q{\sqrt {3\ }})b_{2}=q(t-{\tfrac {1}{2}})},
waarvoor geldt:
{\displaystyle \|f_{2}\|={\tfrac {1}{6}}{\sqrt {3\ }}\ |q|}
Voor {\displaystyle f(t)=p+qt=(p+{\tfrac {1}{2}}q)+q(t-{\tfrac {1}{2}})} geldt met toepassing van de stelling van Pythagoras: 
{\displaystyle \|f\|={\sqrt {(p+{\tfrac {1}{2}}q)^{2}+({\tfrac {1}{6}}{\sqrt {3\ }}q)^{2}\ }}={\sqrt {p^{2}+pq+{\tfrac {1}{3}}q^{2}\ }}}

## Natuurkunde
In de natuurkunde is ook het inwendige product van twee vectoriële grootheden van verschillende soort van belang. Vectoren van twee verschillende vectorvelden kunnen niet bij elkaar worden opgeteld, maar de hoek tussen twee vectoren en hun inwendig product kunnen wel worden bepaald. Beide vectorvelden zijn in dezelfde ruimte gedefinieerd.
Voorbeeld
De door een krachtbron bij verplaatsing van een massa geleverde arbeid {\displaystyle W} is het inwendige product van de uitgeoefende kracht {\displaystyle \mathbf {F} } en de verplaatsingsvector {\displaystyle \Delta \mathbf {r} }:
{\displaystyle W=\mathbf {F} \cdot \Delta \mathbf {r} },
of algemener de lijnintegraal over een kromme van {\displaystyle A} naar {\displaystyle B}:
{\displaystyle W=\int _{AB}\mathbf {F} \cdot \mathrm {d} \mathbf {r} }

## Kruisproduct
Het kruisproduct is net als het inwendige product een functie van twee vectoren, maar in tegenstelling tot het inwendige product geeft het kruisproduct geen getal als uitkomst, maar een nieuwe vector. Het kruisproduct van twee vectoren in drie dimensies is de vector die loodrecht op beide vectoren staat, waarvan de lengte gelijk is aan het product van de lengte van de beide vectoren en de sinus van de hoek tussen de twee vectoren en waarvan de richting door de rechterhandregel wordt vastgelegd.